# پلاک وسایل نقلیه استان‌های تهران و البرز

کد پلاک خودروهای شخصی در کلان‌شهر تهران ۱۱، ۲۲، ۳۳، ۴۴، ۵۵، ۶۶، ۷۷، ۸۸، ۹۹، ۱۰، ۲۰، ۴۰، ۵۰ واگذار شده و کد ایران ۶۰ در حال واگذاری است. همچنین در خودروهای شخصی شهرستان‌های استان تهران و استان البرز، کدهای ۶۸، ۷۸، ۲۱، ۳۸، ۳۰ به اتمام رسیده و کدهای قدیمی که بیش از یک سال از زمان فک آن‌ها گذشته است درحال واگذاری است.
| نوع پلاک                                                       | حروف |
| -------------------------------------------------------------- | --- |
| کدهای عددی ← حروف خودروهای شخصی ← عدد و حروف خودروهای استانی ← | ۱۱، ۲۲، ۳۳، ۴۴، ۵۵، ۶۶، ۷۷، ۸۸، ۹۹، ۱۰، ۲۰، ۴۰، ۵۰، ۷۸ ن، ۶۰ ب ج د س ص ط ق ل م ن و ه‍ ی ۱۱← الف ت ژ ع ک ۲۲، ۳۳ ← الف ت ع ۴۴، ۵۵، ۶۶ ← ع |

| نوع پلاک       | حروف |
| -------------- | --- |
| خودروهای کشوری | ۱۱، ۲۲، ۳۳ پ ← فرماندهی انتظامی جمهوری اسلامی ایران ۱۱، ۲۲، ۳۳ ث ← سپاه پاسداران انقلاب اسلامی ۱۱ ز ← وزارت دفاع و پشتیبانی نیروهای مسلح ۱۱، ۲۲، ۳۳ ش ← ارتش جمهوری اسلامی ایران ۱۱ ف ← فرماندهی ستاد کل نیروهای مسلح ۱۱، ۲۲، ۵۵ گ ← گذرموقت ۱۱، ۲۲ D ← دیپلمات‌های سفارتخانه ۱۱، ۲۲ S ← سرویس‌های سفارتخانه |

پلاک موتورسیکلت کلان‌شهر تهران: ۱۱۱ تا ۱۶۱

## ۶۰ کلانشهر تهران

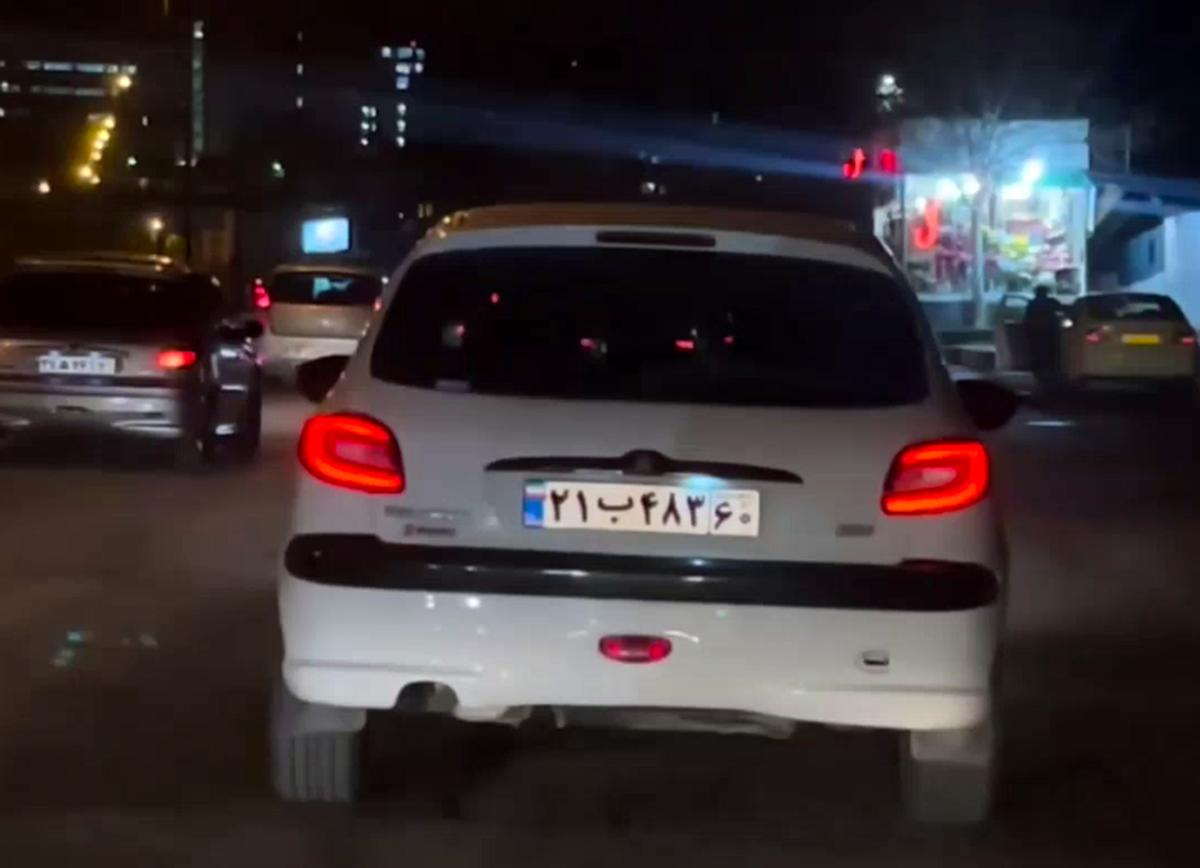
پلاک ۶۰ب متعلق به شهر تهران

| ۶۰ | ۳۴۵ 12 |

| حرف | شهرستان     | وضعیت واگذاری             |
| --- | ----------- | ------------------------- |
| ب   | تهران (۱۷۱) | پایان شماره‌گذاری          |
| ج   | تهران (۱۷۲) | پایان شماره‌گذاری          |
| د   | تهران (۱۷۳) | پایان شماره‌گذاری          |
| س   | تهران (۱۷۴) | پایان شماره‌گذاری          |
| ص   | تهران (۱۷۵) | پایان شماره‌گذاری          |
| ط   | تهران (۱۷۶) | پایان شماره‌گذاری          |
| ق   | تهران (۱۷۷) | پایان شماره گذاری         |
| ل   | تهران (۱۷۸) | پایان شماره گذاری         |
| م   | تهران (۱۷۹) | پایان شماره گذاری         |
| ن   | تهران (۱۸۰) | پایان شماره گذاری         |
| و   | تهران (۱۸۱) | پایان شماره گذاری         |
| ه‍   | تهران (۱۸۲) | سرشماره ۱۱ در حال واگذاری |
| ی   | تهران (۱۸۳) | ذخیره                     |

## کد پلاک ۳۰: شهرستان‌های استان تهران و استان البرز
توجه: کد پلاک ۳۰ مربوط به کلانشهر تهران نمی‌باشد.
(کد پلاک ۳۰ به‌صورت مشترک بین شهرستان‌های استان تهران و استان البرز شماره‌گذاری شده است)
| ۳۰ | ۳۴۵ 12 |

| حرف     | شهرستان                                                 | استان | وضعیت واگذاری    |
| ------- | ------------------------------------------------------- | ----- | ---------------- |
| ب ق ن   | شهریار، ملارد، قدس ۱۲                                   | تهران | پایان شماره‌گذاری |
| ج و     | رباط‌کریم، پرند، بهارستان                                | تهران | پایان شماره‌گذاری |
| د س ل م | کرج، فردیس، اشتهارد، ساوجبلاغ، طالقان، نظرآباد، چهارباغ | البرز | پایان شماره‌گذاری |
| ص       | اسلامشهر ۵                                              | تهران | پایان شماره‌گذاری |
| ط       | ورامین، پیشوا، قرچک، پاکدشت ۳                           | تهران | پایان شماره‌گذاری |
| ه‍       | دماوند، پردیس ۳                                         | تهران | پایان شماره‌گذاری |
| ی       | ذخیره                                                   |       | ذخیره            |

نکته: با اتمام کد پلاک شهرستان‌های ساوجبلاغ، طالقان، نظرآباد و چهارباغ کل شهرستان‌های استان البرز با کد یکسان شماره‌گذاری می‌شوند.
پلاک موتور: ۳۱۹، ۳۲۱، ۳۲۲، ۳۲۳، ۳۲۴، ۳۲۵، ۳۲۶، ۳۲۷، ۳۲۸، ۳۲۹، ۳۳۱، ۳۳۲، ۳۳۳

## کد پلاک‌های ۶۸، ۷۸، ۲۱: شهرستان‌های استان تهران و استان البرز
کد پلاک ۶۸: کرج

با اتمام واگذاری کد پلاک ۶۸ برای خودروهای شخصی شهر کرج، کدهای قدیمی که بیش از یک سال از زمان فک آن‌ها گذشته درحال واگذاری است.
| ۶۸ | ۳۴۵ 12 |

| حروف | شهرستان          | وضعیت واگذاری                                     |
| ---- | ---------------- | ------------------------------------------------- |
| الف  | دولتی (۱)        | سرشماره ۷۷ درحال واگذاری                          |
| ب    | کرج (۱)          | پایان شماره‌گذاری                                  |
| ت    | تاکسی (۱)        | پایان شماره‌گذاری                                  |
| ج    | کرج (۲)          | پایان شماره‌گذاری                                  |
| د    | کرج (۳)          | پایان شماره‌گذاری                                  |
| ژ    | معلولین جانبازان | سرشماره ۱۳ درحال واگذاری سرشماره ۵۳ درحال واگذاری |
| س    | کرج (۴)          | پایان شماره‌گذاری                                  |
| ص    | کرج (۵)          | پایان شماره‌گذاری                                  |
| ط    | کرج (۶)          | پایان شماره‌گذاری                                  |
| ع    | عمومی (۱)        | پایان شماره‌گذاری                                  |
| ق    | کرج (۷)          | پایان شماره‌گذاری                                  |
| ک    | کشاورزی (۱)      | سرشماره ۵۸ درحال واگذاری                          |
| ل    | کرج (۸)          | پایان شماره‌گذاری                                  |
| م    | کرج (۹)          | پایان شماره‌گذاری                                  |
| ن    | کرج (۱۰)         | پایان شماره‌گذاری                                  |
| و    | کرج (۱۱)         | پایان شماره‌گذاری                                  |
| ه‍    | کرج (۱۲)         | پایان شماره‌گذاری                                  |
| ی    | کرج (۱۳)         | پایان شماره‌گذاری                                  |

## پلاک‌های عادی

پلاک خودروهای معمولی

## پلاک‌های ویژه جانبازان و معلولین

پلاک ویژه جانبازان و معلولین

## پلاک‌های گذر موقت

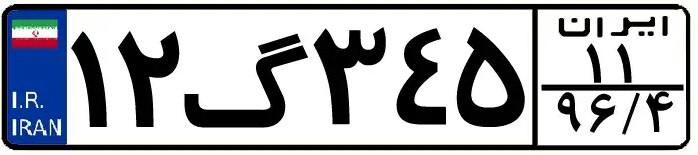
پلاک خودروهای گذرموقت

## پلاک‌های تاکسی

پلاک خودروی‌های تاکسی

## پلاک‌های عمومی

پلاک وسایل نقلیه عمومی

## پلاک‌های کشاورزی

پلاک ماشین آلات کشاورزی

## پلاک‌های دولتی

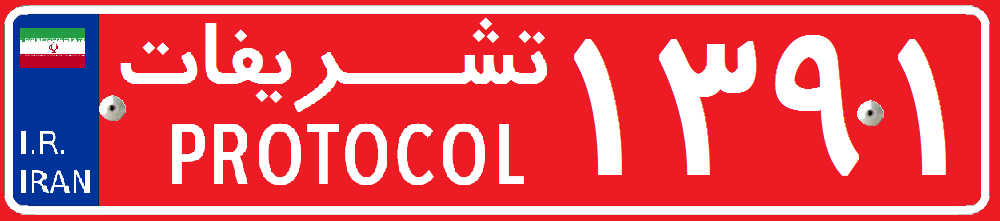
پلاک خودروهای تشریفات دولتی

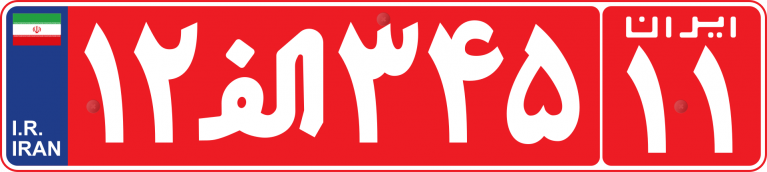
پلاک خودروهای دولتی

## پلاک‌های نظامی

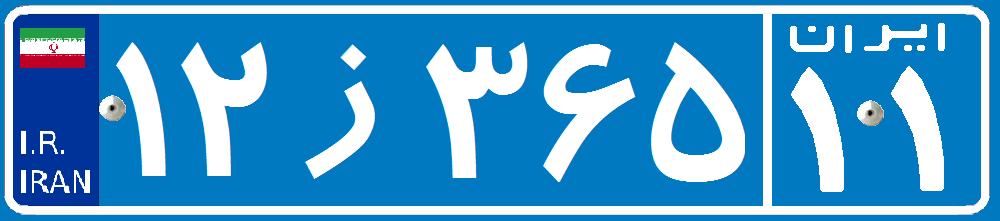
پلاک خودروهای نظامی وزارت دفاع

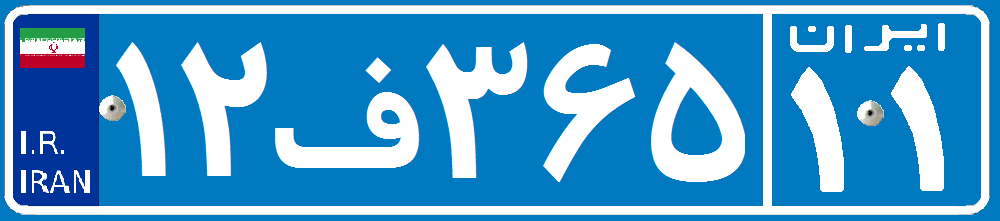
پلاک خودروهای نظامی ستاد کل نیروهای مسلح

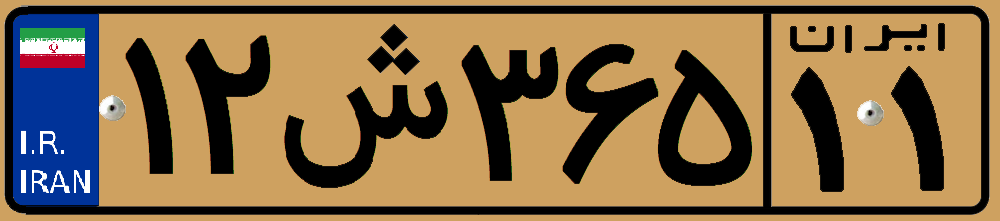
پلاک خودروهای نظامی ارتش

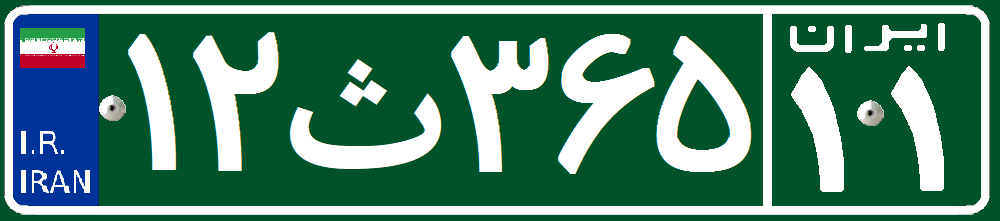
پلاک خودروهای نظامی سپاه

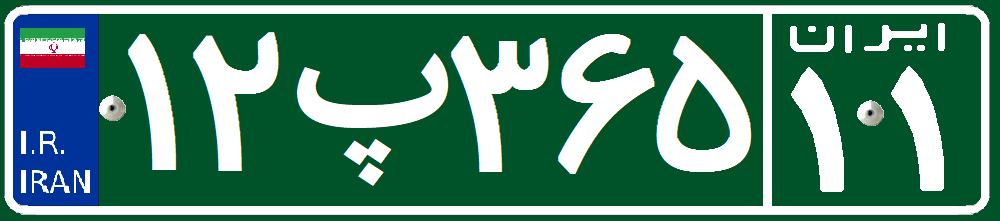
پلاک خودروهای نظامی نیروی انتظامی

## پلاک‌های خودروهای تاریخی

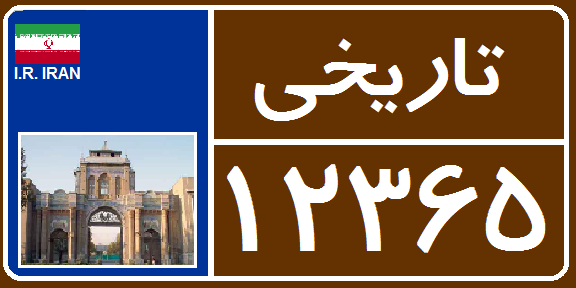
پلاک خودروهای تاریخی

### کد پلاک ۷۸: شهرستان‌های استان تهران و استان البرز
| ۷۸ | ۳۴۵ 12 |

| حرف | شهرستان                                          | استان | وضعیت واگذاری            |
| --- | ------------------------------------------------ | ----- | ------------------------ |
| الف | دولتی ۲                                          | البرز | ذخیره                    |
| ب ی | اسلامشهر ۱، ۲                                    | تهران | پایان شماره‌گذاری         |
| ت   | تاکسی ۲                                          | البرز | سرشماره ۴۱ درحال واگذاری |
| ج م | رباط‌کریم، پرند، بهارستان ۱، ۲                    | تهران | پایان شماره‌گذاری         |
| د ه‍ | شهریار، ملارد، قدس ۱، ۲                          | تهران | پایان شماره‌گذاری         |
| س   | ورامین، پیشوا، قرچک                              | تهران | پایان شماره‌گذاری         |
| ص   | دماوند، پردیس                                    | تهران | پایان شماره‌گذاری         |
| ط   | ساوجبلاغ، طالقان، نظرآباد، چهارباغ               | البرز | پایان شماره‌گذاری         |
| ع   | عمومی ۲                                          | البرز | پایان شماره‌گذاری         |
| ق   | فیروزکوه                                         | تهران | سرشماره ۴۱ درحال واگذاری |
| ک   | کشاورزی ۲                                        | البرز | ذخیره                    |
| ل   | پاکدشت                                           | تهران | پایان شماره‌گذاری         |
| ن*  | شهر ری (بجز منطقه ۲۰ شهرداری تهران)، تهران (۱۷۰) | تهران | سرشماره ۱۴ درحال واگذاری |
| و   | شمیرانات (بجز منطقه ۱ شهرداری تهران)             | تهران | سرشماره ۵۵ درحال واگذاری |

| کد مشترک* | توضیح                                                                                |
| --------- | ------------------------------------------------------------------------------------ |
| ن         | کد مشترک ری و تهران (تا سرشماره ۱۳ اختصاصی ری / از سرشماره ۱۴ اختصاصی کلانشهر تهران) |

### کد پلاک ۲۱: شهرستان‌های استان تهران و استان البرز
| ۲۱ | ۳۴۵ 12 |

| حرف     | شهرستان                              | استان | وضعیت واگذاری            |
| ------- | ------------------------------------ | ----- | ------------------------ |
| ب       | اسلامشهر ۳                           | تهران | پایان شماره‌گذاری         |
| ج ق     | رباط‌کریم ،پرند، بهارستان ۳، ۴        | تهران | پایان شماره‌گذاری         |
| د ط ل ه‍ | شهریار، ملارد، قدس۳، ۴، ۵، ۶         | تهران | پایان شماره‌گذاری         |
| س م     | ورامین، پیشوا، قرچک                  | تهران | پایان شماره‌گذاری         |
| ص       | نظرآباد، طالقان، ساوجبلاغ، چهارباغ ۲ | البرز | پایان شماره‌گذاری         |
| ع       | عمومی ۳                              | البرز | سرشماره ۵۵ درحال واگذاری |
| ن       | پاکدشت ۲                             | تهران | پایان شماره‌گذاری         |
| و       | کرج ۱۴                               | البرز | پایان شماره‌گذاری         |
| ی       | دماوند، پردیس                        | تهران | پایان شماره‌گذاری         |

## کد پلاک ۳۸: شهرستان‌های استان تهران و استان البرز
| ۳۸ | ۳۴۵ 12 |

نکته: با اتمام کد پلاک شهرستان ساوجبلاغ و طالقان و نظرآباد، کل شهرستان‌های استان البرز با کد یکسان ایران ۳۸ شماره‌گذاری می‌شود.
| حرف          | شهرستان                                                 | استان | وضعیت واگذاری    |
| ------------ | ------------------------------------------------------- | ----- | ---------------- |
| ب د س م ن ه‍ ی | کرج، فردیس، اشتهارد، چهارباغ، ساوجبلاغ، طالقان، نظرآباد | البرز | پایان شماره‌گذاری |
| ج ط و        | شهریار، ملارد، قدس                                      | تهران | پایان شماره‌گذاری |
| ص            | ورامین، پیشوا، قرچک                                     | تهران | پایان شماره‌گذاری |
| ع            | عمومی ۴                                                 | البرز | ذخیره            |
| ق            | اسلامشهر ۴                                              | تهران | پایان شماره‌گذاری |
| ل            | رباط‌کریم، بهارستان                                      | تهران | پایان شماره‌گذاری |

## پلاک‌های سیاسی

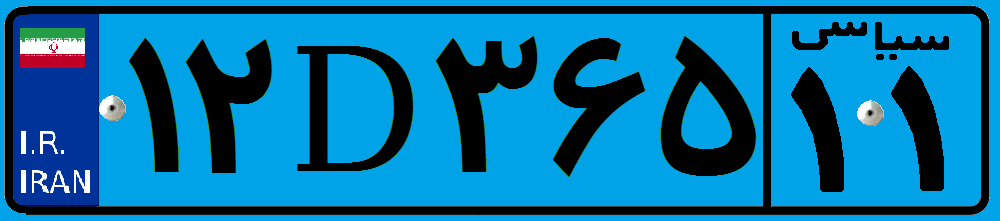
پلاک خودروهای سیاسی

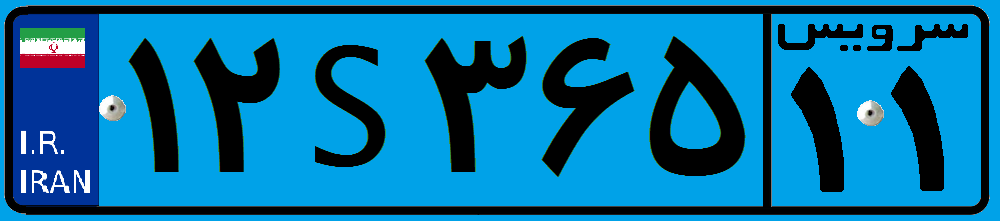
پلاک خودروهای سیاسی- سرویس

1. ↑  «شماره پلاک تهران و استان‌های مختلف ایران به صورت کامل | مجله پدال». www.pedal.ir. دریافت‌شده در ۲۰۲۵-۰۲-۰۶.
2. ↑  ارجمندزاده، آرزو (۲۰۲۳-۱۰-۲۱). «معرفی انواع پلاک خودرو براساس رنگ، حرف و نماد + کد پلاک استان‌ها». وبلاگ کارنامه. دریافت‌شده در ۲۰۲۵-۰۲-۰۶.